# Silvestr Maria Braito
Silvestr Maria Braito (geboren als Josef Braito, Pseudonym Bořita; * 14. Juni 1898 in Russe, Bulgarien; † 25. September 1962 in Prag) war ein tschechischer katholischer Priester, Dominikaner, Theologe, Dichter, Literaturkritiker, Publizist, Gründer und Chefredakteur der Zeitschrift Philosophisch-theologische Revue.

## Leben
Braito, Sohn eines Elektroingenieurs, verwaiste mit drei Jahren und wurde in Elbogen bei Karlsbad von Pflegeeltern aufgezogen. Später fand er Unterkunft bei dominikanischen Schwestern in Prag. Nach dem Besuch des akademischen Gymnasiums trat er selbst 1915 dem Orden der Dominikaner bei und nahm den Ordensnamen Silvester Maria an. Anschließend studierte er zwei Jahre in Olmütz und ein Jahr an der römischen päpstlichen Ordensuniversität sowie Philosophie und Theologie in Belgien. Am 17. September 1922 wurde er zum Priester geweiht.
In Olmütz lehrte er Philosophie, setzte 1924 sein Studium der Theologie in Rom fort, das er 1930 mit dem Doktorgrad abschloss. Von 1930 bis 1950 lehrte er Ästhetik und Mystik als Professor am Olmützer Dominikanerkollegium. Während des Zweiten Weltkrieges leitete er das Olmützer Priesterseminar. Am 16. März 1950 wurde Bratio inhaftiert und wegen Hochverrat und Spionage zu 15 Jahren Zuchthaus in Leopoldov verurteilt. Infolge der großen Amnestie wurde er am 11. Mai 1960, schwer gezeichnet durch Gefängnis und Folter, entlassen. 1968 wurde er post mortem rehabilitiert.

## Lehre
Braito gehörte zu den führenden Persönlichkeiten der katholischen Lehre in Mähren, dessen Predigten und Vorträge stets eine gute Resonanz hatten. Seine philosophische Lehre bewegte sich im Rahmen des Neuthomismus.

## Werke
Bereits als Schüler schrieb er satirische Gedichte und publizierte unter dem Namen Bořita in der Olmützer Zeitschrift Arche. Er gründete und leitete mehrere katholische und philosophische Zeitschriften und initiierte zahlreiche kulturelle Veranstaltungen. Seine Monographien waren dogmatische Lehrbücher.

### Übersetzungen
- Summa theologica des Thomas von Aquin (Mitautor)

### Religiöse Literatur
- Základy 1931.
- Život, 1932.
- Za příkladem svého velekněze, 1934.
- Kristus spása světa (Mitautor Reginald Dacík), 1935.
- Svatý Filip z Neri, apoštol mládeže a reformátor Říma, 1937.
- Církev. Studie apologeticko-dogmatická, 1946.
- Podstata křesťanství. Živé synovství Boží, 1947.
- Svaté obrázky z Itálie, 1948.

## Biographie
- Dominik Pecka: K sedmdesátinám Silvestra Braita, Katolické noviny 1968.
- Markéta Selucká: Silvestr Braito, OP, Perspektivy 1992, č. 6.
- Zdeněk Kašička: Otec Braito, 1993.